# Јелше (Мирна Печ)
Јелше (словен. Jelše) је насељено место у општини Мирна Печ, регија Југоисточна Словенија, Словенија.

## Историја
До територијалне реорганизације у Словенији било је у саставу старе општине Ново Место.

## Становништво
У попису становништва из 2011. године, Јелше је имало 32 становника.
| Број становника према пописима | Број становника према пописима | Број становника према пописима |
| ------------------------------ | ------------------------------ | ------------------------------ |
| 1991                           | 2002                           | 2011                           |
| 19                             | 34                             | 32                             |

Напомена: Године 2013. извршена је мала размена територија између насеља Долења вас при Мирни Печи и Јелше.